# Unternehmen Dreieck (Polizei)
Unternehmen Dreieck, auch Operation Dreieck, war der Tarnname einer militärischen Operation der deutschen Ordnungspolizei unter Führung der SS im Zweiten Weltkrieg in Weißrussland vom 6. bis 22. September 1942 und wieder ab 27. September 1942.

## Planung
Im Zuge des Unternehmens Dreieck sollte der Ordnungspolizei im Dreieck der Straßen Brest Kobryn, Kobryn Malorita und der Bahnlinie Malorita Brest die „Befriedung“ koordinieren. Die Juden sollten eine „besondere polizeiliche Behandlung“ erfahren und für den Ort Czerniany bestand eine sogenannte Sonderregelung. Mit dem Einsatzbefehl des BdOs wurde als 4. Aufgabe der Einsatz von geeigneten Kundschaftern festgesetzt. Diese sollten bei „gute[r] Aufklärungs- und Erkundungsergebnisse[n]“ mit Landzuteilung oder Erleichterung bei Abgaben belohnt werden. Am 5. September 1942 erfolgte der Befehl an das Polizei-Bataillon 310 und die ihm unterstellten Kräfte zur Durchführung der Aktion.
Die eingesetzten Kräfte sollten dabei dezentral eingesetzt werden. Hierfür wurden die Kräfte im Raum des Dreiecks aufgeteilt. Die 9. Kompanie des Polizei-Regiments 15 bzw. 1. Kompanie des Polizei-Bataillons 310 erhielt dabei den nordöstlichen Teil des Dreiecks mit einem Pak-Zug in Czerniany, einem Zug in Oziaty und einem Zug in Nowosiolky. Die 10. Kompanie des Polizei-Regiments 15 bzw. 2. Kompanie des Polizei-Bataillons 310 war im westlichen und die 11. Kompanie des Polizei-Regiments 15 bzw. 3. Kompanie des Polizei-Bataillons 310 im südlichen Bereich eingesetzt.
Die Einheiten wurden von ihren jeweiligen Stützpunkten aus gezielt zu den Einsätzen geschickt.
Das Polizei-Bataillon 310, welches bereits kurz nach seiner Aufstellung im Oktober 1940 an Deportationen und später an Erschießungen teilgenommen hatte, war bereits mit dem Befehl vom 17. August 1942 erst in den Raum Brest Litowsk, dann nach Kobryn verlegt worden und wurde gegen „auftretende Räuberbanden“ eingesetzt.
Die Leitung des Unternehmens hatte der Bataillonskommandeur, Major der Schutzpolizei Bruno Holling, welcher ab Juni 1941 Kommandeur des Polizei-Bataillons 310 war.

## Kräfteeinsatz
- Polizei-Bataillon 310, III. Bataillon des Polizeiregiments 15
- Reserve-Polizeikompanie Nürnberg
- Gendarmerie-Zug (mot.) 15
- Gendarmerie-Zug 16

## Verlauf

### Einsatz gegen „Banden“
Mit Einsatzbeginn wurde zunächst durch die 9. Kompanie die Bevölkerung der Orte Czerniany, Nowosiolky und Oziaty überprüft. Es wurde festgestellt, dass die Bevölkerung hauptsächlich ukrainisch sei. 60 Juden (12 Männer, 20 Frauen und 28 Kinder) wurden herausgegriffen und am 10. September 1942 östlich von Czerniany erschossen. Ein jüdischer Schuhmacher, welcher für die Gemeinde arbeitete, wurde unter Bewachung gestellt, aber verschont.
In der Folge kam es zu weiteren Kriegsverbrechen, wobei sich die genaue Opferzahl nicht darstellen lässt.

### Massaker in Kortelisi, Borki, Borisowka und Sabolotje
Ab dem 23. September 1942 war das Unternehmen Dreieck unterbrochen und die zugeteilten Einheiten wurde im Rahmen einer großen Vernichtungsaktion, welche bis zum 27. September 1942 andauerte, eingesetzt.

Das Polizei-Bataillon 310 hatte gemeinsam mit der ihm unterstellten Polizeikompanie Nürnberg den Auftrag erhalten, die „bandenverseuchten“ Dörfer Kortelisi, Borki, Borisowka und Sabolotje, außerhalb des Dreiecks und z. T. schon auf ukrainischen Grund und südlich von Kobryn, zu vernichten. Mit einer unvorstellbaren Grausamkeit gingen sie vor, was selbst die KdS-Vertreter zu einer Beschwerde veranlasste, welche:
...die Exekutionsmethoden der Schutzpolizei hinsichtlich ihrer Humanität in Zweifel...
zog.
Das Polizei-Bataillon 310 sollte drei Orte vernichten und die Polizeikompanie Nürnberg den Ort Kortelisi.
Bereits im ersten Dorf, Borki, wurden von 809 Dorfbewohnern nur 104 als „unverdächtig“ festgestellt. 203 Männer, 372 Frauen und 130 Kinder wurden in kleinen Gruppen durch die 10. Kompanie erschossen. Es wurde u. a. das Getreide geraubt und das Vieh gestohlen.
In Sabolotje kamen 289 Menschen um. Die 11. Kompanie erschoss letztendlich 284 Menschen, wobei 5 Menschen tot in ihren Häusern gefunden wurden. Nach der Ankunft der SD waren noch einmal fünf Familien von den Erschießungen verschont worden. Die 9. Kompanie agierte gemeinsam mit einem Gendarmerie-Zug 16 im Dorf Borisowska. Hier wurden 169 Personen erschossen.
Am Ende der Aktion waren über 1.400 Menschen getötet worden.

### Weiterführender Einsatz gegen „Banden“
Nach dem Massaker in den vier weißrussischen Dörfern ging ab 27. September 1942 das Unternehmen Dreieck weiter, wobei immer wieder einzelne Erschießungen stattfanden. Als am 5. Oktober 1942 in den Dörfern Kamienica-Zyrowiecka, Wolki, Kuraki, Zakije und Lazy 11 Männer, 41 Frauen und 64 Kinder, welche alle als „Ostmenschen“ bezeichnet wurden, durch die 11. Kompanie gefangen genommen wurden, wurden direkt am gleichen Tag im Wald bei Kamienica 1 Mann, 11 Frauen und 15 Kinder erschossen. Die restlichen Gefangenen kamen in Kamienica unter Bewachung und wurden einfach am nächsten Tag erschossen. Alleine im Zeitraum vom 7. bis 9. Oktober 1942 erschossen die Angehörigen der 11. Kompanie 40 Männer, 47 Frauen und 28 Kinder.
Bei den nachfolgenden Massakern verblieb eine Restanzahl an Polizeiangehörigen von jeweils 6 Mann in den jeweiligen Stützpunkten, welche für das Unternehmen eingerichtet worden waren.

### Massaker in den Ghettos Brest und Pinsk
Am 15. und 16. Oktober 1942 wurden u. a. das Polizei-Bataillon 310 und die Reserve-Polizeikompanie Nürnberg zur Auflösung des Ghettos Brest eingesetzt. Alle Inhaftierten des Ghettos wurden direkt oder erst nach einem Abtransport erschossen. Zwischen 19.000 und 25.000 Menschen wurden dabei ermordet. Zynischer Weise heißt es im Kriegstagebuch des Bataillons:
Während des Einsatzes in Brest werden insgesamt 16.000 Juden evakuiert. Es ereigneten sich keine Zwischenfälle.
Teile des Polizei-Bataillons 310 kamen auch bei der Vernichtung des Ghettos in Pinsk Ende Oktober/Anfang November 1942 zum Einsatz. Bei diesem Massaker sollen mindestens 15.000 Menschen umgekommen sein.

## Ergebnis
Insgesamt wurden alleine bei den Massakern in den Dörfern Ende September 1942 über 4.000 Menschen getötet. In Kortelisi, welches 2 km hinter der weißrussischen Grenze in der Ukraine lag, waren es fast 2.900 Personen, darunter waren über 1.600 Kinder. Kortelisi wurde aber im Gegensatz zu den anderen Dörfern nicht vollständig vernichtet.
Für den Herbst 1942 meldete das Polizei-Regiment 15 für die Nordwest-Ukraine über 41.000 jüdische Opfer. Die Opferzahlen, welche durch das Polizei-Bataillon 310 gemeldet wurden, lagen bei über 30.000 Personen für das Jahr 1942.
Erst mit dem Abzug des Polizei-Bataillons 310 an die Ostfront Ende 1942 endete das Unternehmen Dreieck.

## Aufbereitung
Zwei Nachkriegsurteile zu den oben geschilderten Kriegsverbrechen sind bekannt, welche beide in einem Freispruch endeten. In einem wurden die Massenerschießungen und die Vernichtung des Ortes Borisowka angeklagt und in dem zweiten die Massenerschießungen und die Vernichtung der drei Orte.
Am 2. Februar 1961 wurde der Polizeihauptmann Helmut Saur wegen dringendem Verdachts der Beihilfe zum Mord in etwa 1.200 Fällen in Fürth verhaftet. Er war Kompanieführer der 10. Kompanie des Polizei-Regiments 15 bzw. 2. Kompanie des Polizei-Bataillons 310 bei der Vernichtung des Ghettos Pinsk Ende 1942. Bei der mündlichen Haftprüfung Anfang März 1961 gab er zu, dass die sogenannte „Umsiedelung“ eigentlich eine Tötung der Juden war. In seiner Verteidigung berief er sich auf einen Befehlsnotstand. Ein Urteil konnte nicht gesprochen werden, da er vor Beginn der Hauptverhandlung starb.